# Rize (filme)
Rize é um documentário estadunidense de 2005 dirigido por David LaChapelle.
O diretor é um conhecido fotógrafo de moda e, seu documentário, foi filmado nos bairros negros de Los Angeles. Retrata as novas formas de dança e mostra também que fazer parte de um grupo de dança é a única alternativa para ser aceite na comunidade sem fazer parte dum gangue.
O filme recebeu o prêmio de melhor documentário no Festival de Bangkok em 2006.

## Elenco
- Lil' C
- Tommy the Clown
- Dragon (agora conhecido como Slayer)
- Tight Eyez
- La Niña
- Miss Prissy
- Wild Boi
- Larry
- Lil' Mama
- Big Mijo
- Baby Tight Eyez
- Daisy